# Gossau (Zürich)
Gossau is een gemeente en plaats in het Zwitserse kanton Zürich, en maakt deel uit van het district Hinwil.
Gossau telt 9177 inwoners.